# Jabba Hutt

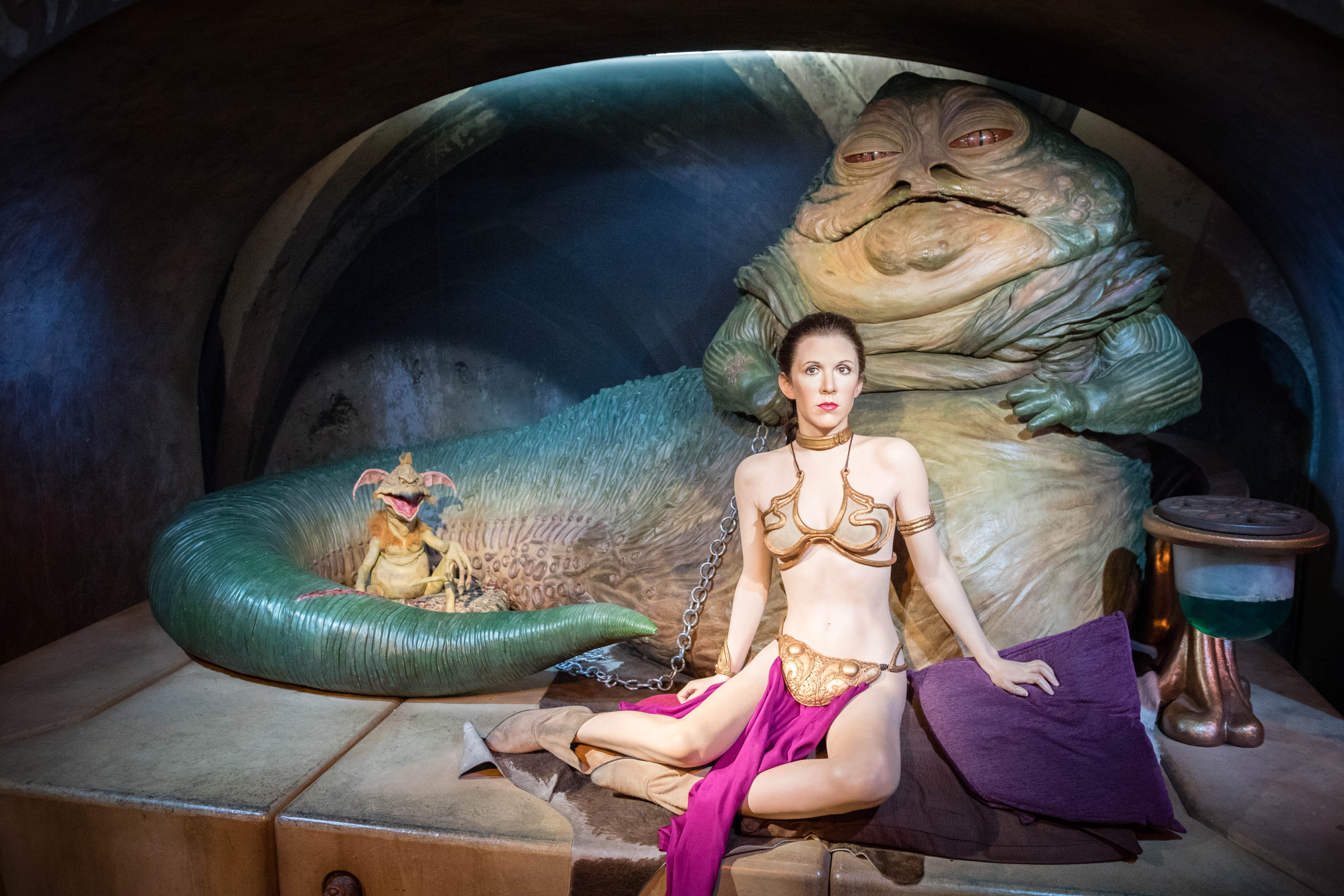
Jabba Hutt s Princeznou Leiyou

Jabba Hutt, též Jabba Desilijic Tiure je fiktivní postava z filmu Star Wars. Huttové jsou charakterističtí svou plží podobou, obezitou, odolností vůči nemocem, jedům a extrémní délkou života (zhruba 1 000 let). Jabba pochází z planety Nal Hutta, kde ho jeho otec vychoval k touze po moci a bohatství. První zmínka o něm se vyskytla ve filmu Nová naděje (1977), kde jako odporný gangster vládne velké zločinecké říši a vypíše odměnu na Hana Sola, který mu dluží peníze. Poté se objevuje i ve filmu Návrat Jediů (1983), kde se snaží zotročit princeznu Leiu.
Svůj syndikát vybudoval pomocí výhrůžek, vydírání, vražd a nepoctivých obchodů. Na rozdíl od svých soupeřů je velmi inteligentní, všímá si všech detailů a hrozeb. Kdysi byl smělý a odvážný, ale v pokročilém věku se stal požitkářem, který se usadil v paláci na Tatooinu. Miluje zábavu, zisk, pořádá hry gladiátorů, nápadité popravy a rozbíjení droidů. Vydržuje si spoustu služebnictva a bavičů. Bib Fortuna z kmene Twi´leků je Jabbovým majordomem.
Han Solo popisuje po několika letech první setkání s Jabbou:
| „          | Když jsme se poprvé setkali, padl mi Jabba do oka a zdálo se, že jsem mu také sympatický. Vždycky jsem si myslel, že to bylo tím, kde strávil svůj život. Domnívám se, že na něj zapůsobilo naše první setkání v Mos Eisley, které také bylo na dlouhou dobu poslední. Vím, že jsem jej však tenkrát nejspíš urazil. Když jsem ho viděl podruhé, vyrost tak, že se jeho velikost vyrovnala jeho moci. Navíc už mě nenáviděl. U Huttů velikost hodně ovlivňuje jejich chování. Jabba rychle vyrostl a změnil se. Při našem prvním setkání se sice choval zlostně, ale teď byl přímo posedlý dokazováním své moci. | “ |
| — Han Solo | |   |

## Jabbův palác
Jabbův pouštní palác byl původně klášterem, postaveným kdysi dávno tajuplnými mnichy B´omarr. V Jabbově hlavním stanu našlo útočiště mnoho gangsterů, vrahů, cestovatelů, nepoctivých úředníků, bavičů a sluhů včetně Boba Fetta který po smrti Jabbi Hutta a jeho návratu získa jeho palác.

## Jabbova smrt
Na příkaz Jabby měl být Han Solo a jeho přátelé na Tatooine obětováni. Jabbu však řetězem uškrtila princezna Leia. Jabbovi bylo tehdy zhruba 600 let.